# João Lisboa da Cruz
João Lisboa da Cruz (Brejinho de Nazaré, 10 de agosto de 1949 – Goiânia, 5 de junho de 2008) foi um político brasileiro. Serviu como vice-prefeito (1983–1986), deputado estadual Goiás (1987–1989) e prefeito de Gurupi (1989–1993; 2001–2008).

## Política
Ingressou na política em 1982 foi eleito vice-prefeito de Gurupi ao lado de Jacinto Nunes.
Em 1986 foi eleito deputado estadual Goiás.
Em 1988 foi eleito prefeito de Gurupi.
Em 1994 candidatou-se ao cargo de Governador do Tocantins na legenda do PMDB, mas foi derrotado pelo governador eleito Siqueira Campos (PPR).
Em 1998 foi eleito vice-governador na legenda do PPB ao lado de Siqueira Campos (DEM).
Em 2000 foi eleito prefeito de Gurupi e reeleito em 2004.